# Ad-Aware
Ad-Aware là một phần mềm chống phần mềm gián điệp, do Lavasoft phát triển và phát hành từ năm 1999. Nó có khả năng tìm và diệt các loại spyware (bao gồm cả keylogger). Ngoài ra còn có khả năng phát hiện dailer; trojan, phần mềm ác ý, data-mining, các quảng cáo ác ý, các trang web ký sinh, các phần mềm cướp trang chủ (browser hijackers) và các thành phần dùng để theo dõi.
Có hai loại phiên bản: một phiên bản miễn phí được gọi là Ad-Aware personal, và loại phiên bản trả phí bao gồm Ad-Aware Plus và Ad-Aware Professional. Điểm khác biệt lớn nhất giữa hai loại phiên bản này là phiên bản có trả phí có thêm khả năng ngăn chặn spyware theo chế độ bảo vệ thời gian thực; ngăn chặn spyware ngay khi chúng lăm le định cài vào máy. Ngoài ra còn có thêm nhiều thành phần cộng thêm miễn phí khác được cung cấp tại trang chủ như: skin, tài lệu trợ giúp, và các file định nghĩa cập nhật mới nhất.
Từ khi xuất hiện trên trang download.com chương trình này đã được tải về trên 389 triệu lần.

## Yêu cầu hệ thống
- Bộ vi xử lý: Pentium 166MHZ hoặc cao hơn
- RAM: 64MB
- Ổ cứng: Còn trống ít nhất 2,4MB
- Hệ điều hành: Windows 9x (không hỗ trợ Windows 95), Windows NT, Windows 2000, Windows XP, Windows XP -64 Bit, Windows 2003, Windows 2000 Server, Windows Server 2003.
- Trình duyệt: Internet Explorer 5.5 hay mới hơn